# Nikolai Alexandrowitsch Chwostow
Nikolai Alexandrowitsch Chwostow (russisch Николай Александрович Хвостов; * 28. Julijul. / 8. August 1776greg.; † 4. Oktoberjul. / 16. Oktober 1809greg. in St. Petersburg) war ein russischer Abenteurer.

## Leben
Chwostows Eltern waren der Staatsrat (5. Rangklasse) Alexander Iwanowitsch Chwostow und seine Frau Katerina Alexejewna geborene Schelting. Chwostows Großvater Alexius Scheltinga war Konteradmiral und hatte an Vitus Berings Großer Nordexpedition teilgenommen. Chwostows Onkel war der Admiral und Schriftsteller Alexander Semjonowitsch Schischkow. Im Dezember 1786 wurde Chwostow ins Marine-Kadettenkorps in St. Petersburg geschickt, aus dem er im Mai 1790 als Gardemarin entlassen wurde, um in der Baltischen Flotte zu dienen. 1792 wurde er zum Mitschman und 1797 zum Leutnant befördert. Bis 1801 fuhr er auf Schiffen auf dem Finnischen Meerbusen, dem Atlantik und dem Mittelmeer.
1802 trat Chwostow in den Dienst der Russländisch-Amerikanischen Kompagnie (RAK). Mit der Jelisaweta segelte er nach Nowo-Archangelsk mit Verstärkung und Vorräten für die russischen Siedler, um dann mit einer Ladung von Pelzen im Wert von 1,2 Millionen Rubel nach Ochotsk zurückzukehren.
Im Auftrag Nikolai Petrowitsch Resanows segelte Chwostow Anfang 1806 mit dem unter seinem Kommando stehenden Dreimast-Schoner Juno und dem Einmast-Begleitschiff Awos unter dem Kommando des Mitschmans Gawriil Iwanowitsch Dawydow von Alaska nach Kalifornien. (Diese Fahrt war die Quelle für Andrei Andrejewitsch Wosnessenskis Gedicht Awos! und Alexei Lwowitsch Rybnikows Rockoper Juno und Avos (ru: Юнона и Авось).) Im Herbst 1806 segelte Chwostow wieder im Auftrag Resanows von Ochotsk zur Südspitze Sachalins, um dort japanische Brot-Magazine zu verbrennen als Vergeltung für die japanische Abweisung der russischen Botschaft. Im folgenden Jahr segelten Schwostow und Dawydow zu den Kurilen und verbrannten auf Iturup zwei japanische Siedlungen und die dortigen Magazine und kaperten bei Hokkaidō japanische Schiffe. Bei der Rückkehr nach Ochotsk wurden sie verhaftet, konnten aber flüchten. Als sie in Jakutsk auftauchten, wurden sie erneut verhaftet und nach St. Petersburg gebracht, wo sie vor Gericht gestellt wurden. Sie wurden dann freigelassen und in den Kampf gegen die Schweden geschickt.
Unter dem Oberkommandierenden Friedrich von Buxhoeveden fuhren Chwostow und Dwydow auf Kanonenbooten gegen die Schweden. Im August 1808 zeichneten sich Chwostow und Dawydow in der Vorhut einer Ruderflottille beim Angriff auf die schwedische Flotte durch besonderen Mut aus, so dass der Oberkommandierende den Georgsorden IV. Klasse für Chwostow und den Wladimirsorden IV. Klasse für Dawydow vorschlug. Kaiser Alexander I. genehmigte diese Verleihungen nicht als Strafe für die Eigenmächtigkeiten gegen die Japaner. Am 3. Oktoberjul. / 15. Oktober 1809greg. verbrachten Chwostow und Dawydow zusammen mit dem US-amerikanischen Matrosen Wolf, den sie in Alaska kennen gelernt hatten, den Abend in St. Petersburg bei Georg Heinrich von Langsdorff auf der Wassiljewski-Insel, der an der Expedition Adam Johann von Krusensterns teilgenommen hatte. Als Chwostow und Dawydow morgens um 2 Uhr betrunken versuchten, an der geöffneten Isaak-Schwimmbrücke in einem Boot die Newa zu überqueren, fielen sie ins Wasser und ertranken. Ihre Leichen wurden nicht gefunden. Gawriil Romanowitsch Derschawin widmete ihnen am 24. Dezember 1809jul. / 5. Januar 1810greg. ein Gedicht, das 1816 gedruckt wurde. Zwei weitere Gedichte erschienen im Dezember 1809 im Russki Westnik.
Dawydows Buch über die Amerika-Reisen erschien 1810 mit einem Vorwort Admiral Schischkows.
Chwostows Namen trägt die Aleuten-Insel Khvostof Island.